# Ercole de' Roberti

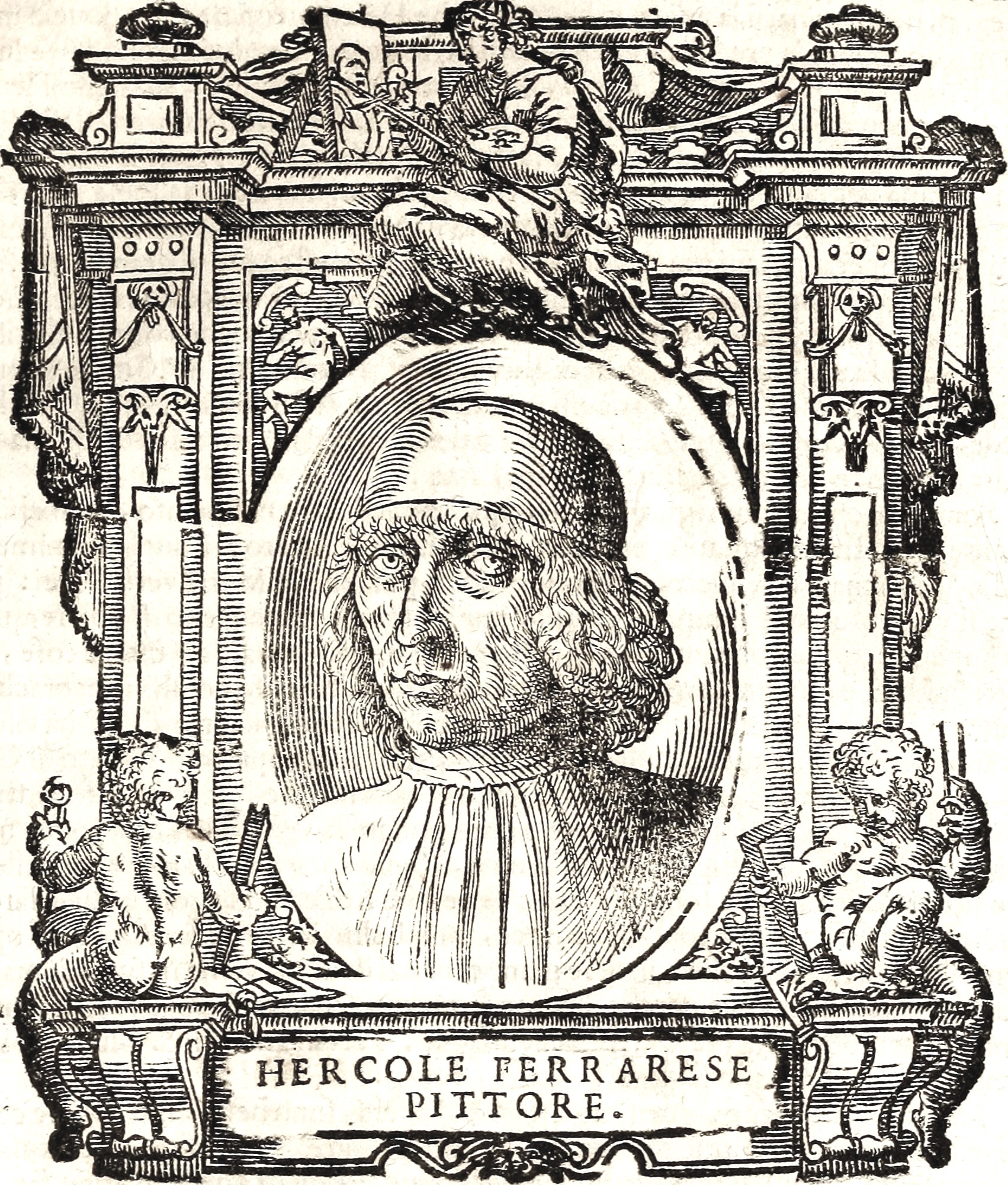
Ritratto tratto dalle Vite del Vasari

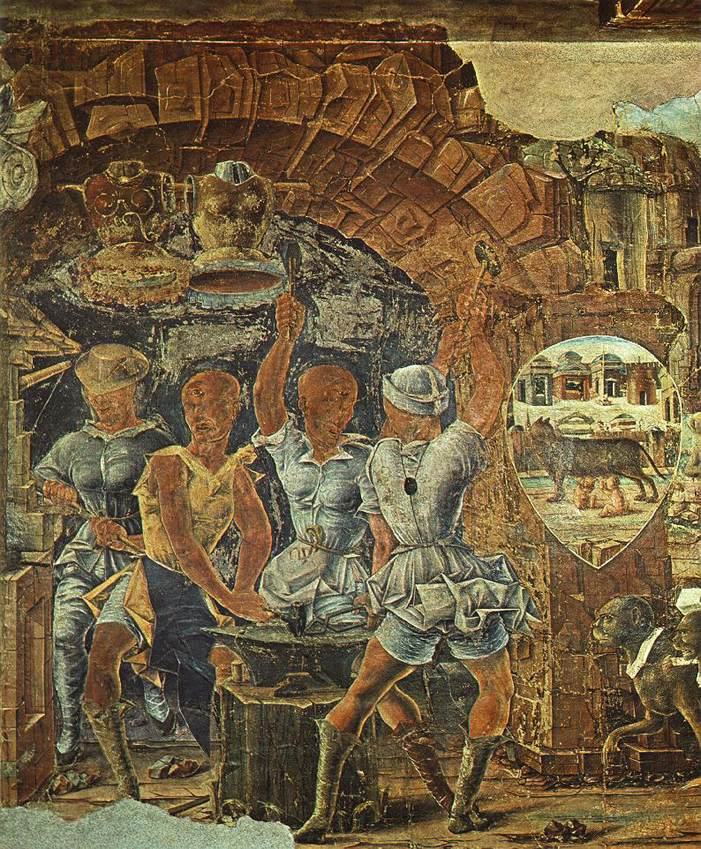
Settembre, Salone dei Mesi di Palazzo Schifanoia

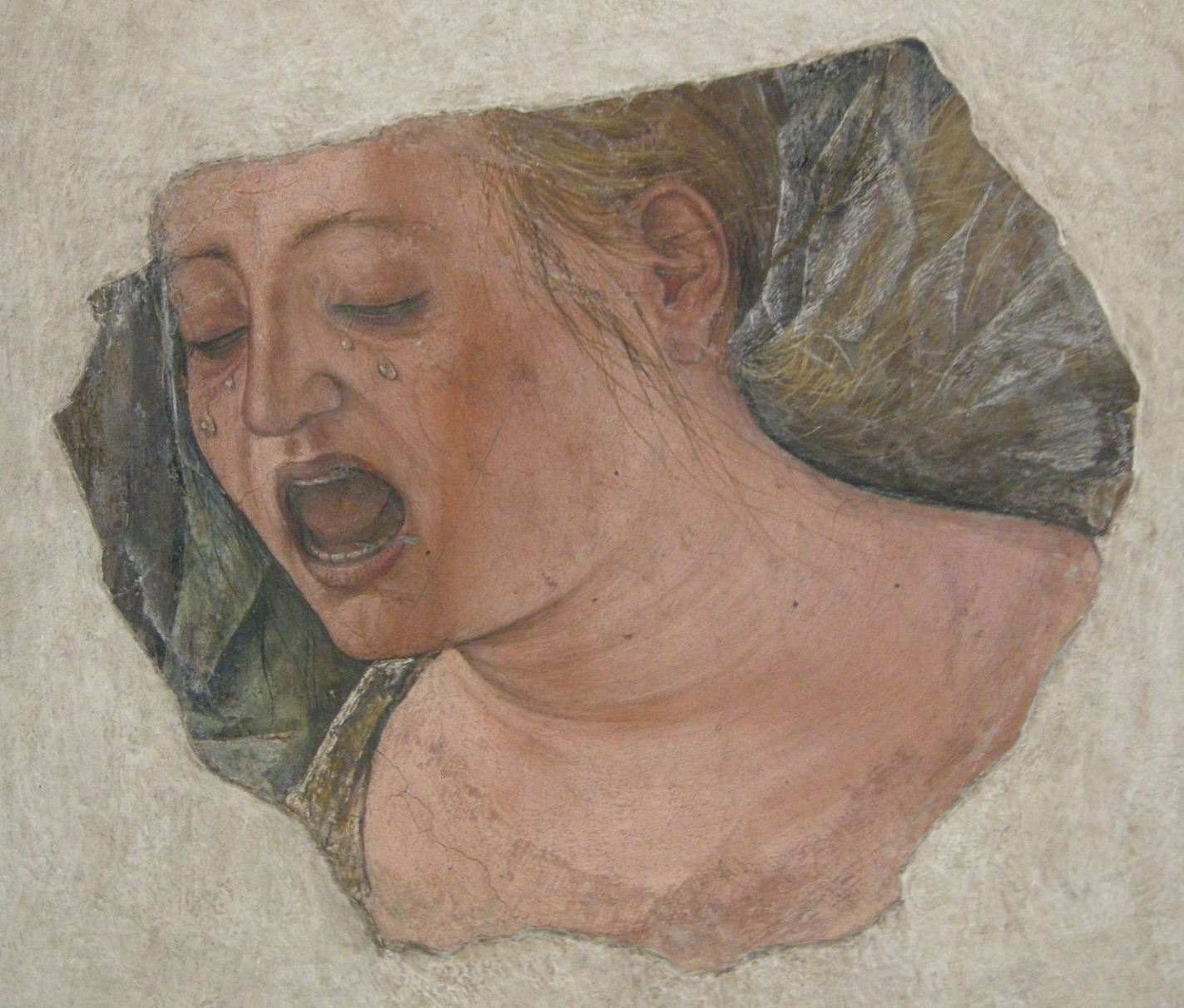
Maddalena piangente, dalla Cappella Garganelli

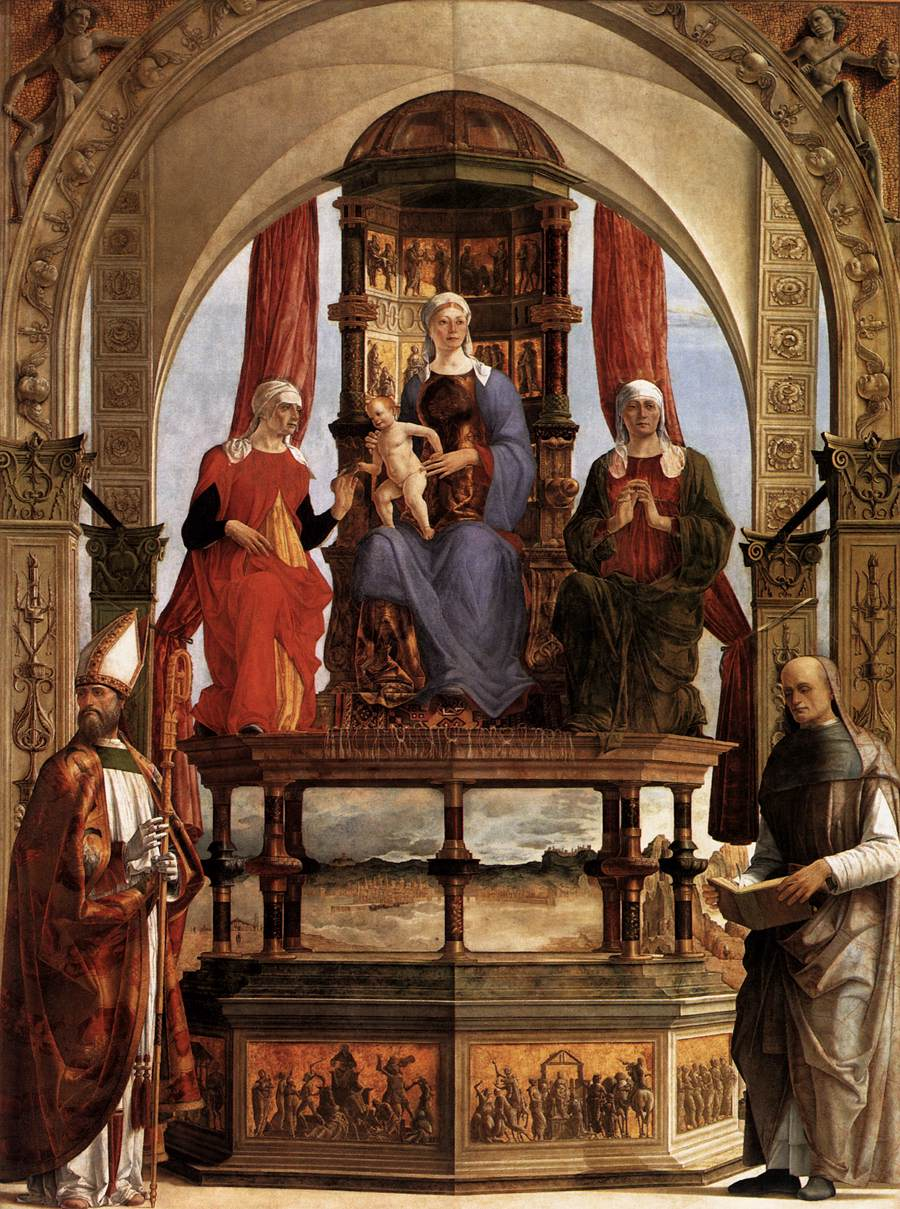
Pala di Santa Maria in Porto (1479-1481)

Ercole de' Roberti, noto anche come Ercole da Ferrara (Ferrara, 1450-1456 – Ferrara, 1496), è stato un pittore italiano del primo Rinascimento, appartenente alla scuola ferrarese.

## Biografia

### Formazione
De' Roberti fu apprendista di Gherardo da Vicenza, Francesco del Cossa e Cosmè Tura e fu come loro uno dei protagonisti della scuola ferrarese, un gruppo di artisti attivo presso la famiglia degli Este a Ferrara. A causa di un errore di Vasari, il pittore venne a lungo confuso con Ercole Grandi, pure attivo a Bologna ma alcuni decenni più tardi.
Lavorò da adolescente agli affreschi di Palazzo Schifanoia, a Ferrara, a circa diciassette anni. Nel riquadro del mese di Settembre, a lui attribuito, le forme subiscono una stilizzazione geometrica (soprattutto nelle rocce) e le figure assumono una tale dinamismo, grazie ai contorni tesi e spigolosi, da rendere tutto antinaturalistico, ma di grande violenza espressiva.

### A Bologna
Nel 1470-1472 accompagnò o comunque raggiunse Francesco del Cossa a Bologna, con il quale risulta impegnato in alcune importanti commissioni. Nel Polittico Griffoni in particolare (1472-1473) dipinse i santi sui pilastrini (sparsi in vari musei) e la predella con Storie di san Vincenzo Ferrer (nella Pinacoteca Vaticana). Nella predella in particolare si nota un'evoluzione del suo stile: se le architetture appaiono più organizzate razionalmente, restano i contorni spezzati delle figure, i panneggi sbalzati con forza e i paesaggi onirici, che nel complesso si addicono alle inquietudini serpeggianti nel periodo, che portarono sul finire del secolo a una crisi degli ideali rinascimentali.
Sempre con il Cossa lavorò ai perduti affreschi della Cappella Garganelli nella cattedrale di San Pietro a Bologna, completando il lavoro dopo la morte del collega (1478). L'opera, che ebbe un importante impatto sulla scuola locale e sui visitatori della città emiliana, in particolare Niccolò dell'Arca e Michelangelo, è andata perduta e ne resta solo un unico frammento raffigurante la Maddalena piangente, conservato presso la pinacoteca nazionale di Bologna, oltre ad alcune copie di modesta qualità. Secondo Vasari l'opera richiese a Ercole ben dodici anni: "sette per condurla a fresco e cinque in ritoccarla a secco".

### Pittore di corte a Ferrara
Nel 1479 tornò a Ferrara aprì una bottega con il fratello Polidoro e con l'orafo Giovanni di Giuliano da Piacenza. Un punto di arrivo per il suo stile fu la Pala Portuense (1479-1481), per la chiesa di Santa Maria in Porto nei pressi di Ravenna, dove le tensioni espressionistiche sono relegate ad alcuni bassorilievi sul basamento del trono della Vergine, mentre il sentimento generale è accordato a una pacata ed equilibrata armonia, con corrispondenze simmetriche nei colori. Il tutto viene però anche movimentato dalla vertiginosa architettura del trono, che lascia spazio per un panorama aperto alla base (dove si allude alla mitica fondazione della chiesa) con colonnine dove il marmo è reso con straordinaria sensibilità luministica. Al 1486 è documentato un piccolo dipinto per Eleonora d'Aragona e un altro per il cardinale Ippolito I d'Este, che si apprestava a partire per l'Ungheria.
Continuò a dipingere oltre che a Ferrara in altre città dell'Emilia-Romagna, influenzando vari artisti locali. Divenuto pittore di corte presso gli Estensi nel 1487, in sostituzione di Cosmè Tura, quando è iscritto tra i salariati della corte per 240 lire marchesane all'anno. Per gli Este eseguì dipinti, affreschi, scenografie per ricevimenti e progetti architettonici. Il 27 giugno 1488 è documentato come "Herculi de Roberti pictori" quando riceve dodici braccia di stoffa pregiata. Nel 1489 decorò un casotto nel giardino di Eleonora d'Aragona e il camerino del duca Alfonso. Venne inviato a Venezia dalla duchessa per acquistare dell'oro con cui eseguire le dorature dei forzieri della figlia Isabella d'Este, che si apprestava ad andare a Mantova per maritarsi con Francesco II Gonzaga. Per Isabella Ercole diresse la costruzione e la decorazione del letto nuziale e partì con lei per Mantova nel 1490. Il 19 marzo di quell'anno una lettera di scuse è inviata da Ercole a Isabella per la sua partenza improvvisa da Mantova. Il 20 marzo è documentato il pagamento delle spese del suo viaggio. Nel 1491 scrisse una lettera di supplica al duca Ercole richiedendo il pagamento di alcuni lavori arretrati (19 marzo).
Nel 1492 fu occupato con altri artisti alla decorazione degli edifici del giardino della duchessa Eleonora, tra cui un oratorio e una "lozeta" segreta, per cui dipinse stemmi, indorò rosoni e una guglia. A novembre di quell'anno accompagnò Alfonso d'Este a Roma, in un viaggio di cortesia per rendere omaggio al nuovo papa Alessandro VI Borgia, di cui anni dopo Alfonso sposò la figlia Lucrezia.
L'anno successivo Ercole era al lavoro sui cartoni della perduta decorazione della delizia di Belriguardo, con una storia "molto bella e grande" e una veduta di Napoli, per la quale è pagato a settembre e a novembre. Nel 1494 tornano gli artisti al seguito di Ippolito in Ungheria, e Ercole si curò del loro pagamento per gli Este. Il 24 gennaio prese impegno per un'Annunciazione per la chiesa di Santo Spirito.

### Ultimi anni
L'11 dicembre 1494 venne licenziato dalla corte per aver accompagnato Alfonso d'Este nelle sue fughe notturne dal castello. Morì nel 1496 a Ferrara e venne sepolto nella chiesa di San Domenico. Sua moglie Lucia de' Fanti doveva essere più giovane, infatti è citata ancora in un documento del 1514. Ebbe un figlio di nome Geronimo.
Pur avendo prodotto molte opere, Ercole De' Roberti non raggiunse mai la ricchezza; la fortuna del pittore iniziò subito dopo la sua morte e ne abbiamo testimonianza in numerosi scritti di apprezzamento di artisti e critici del tempo, come il Volterrano, Filippo Achillini, Leandro Alberti e lo stesso Michelangelo Buonarroti.

## Opere

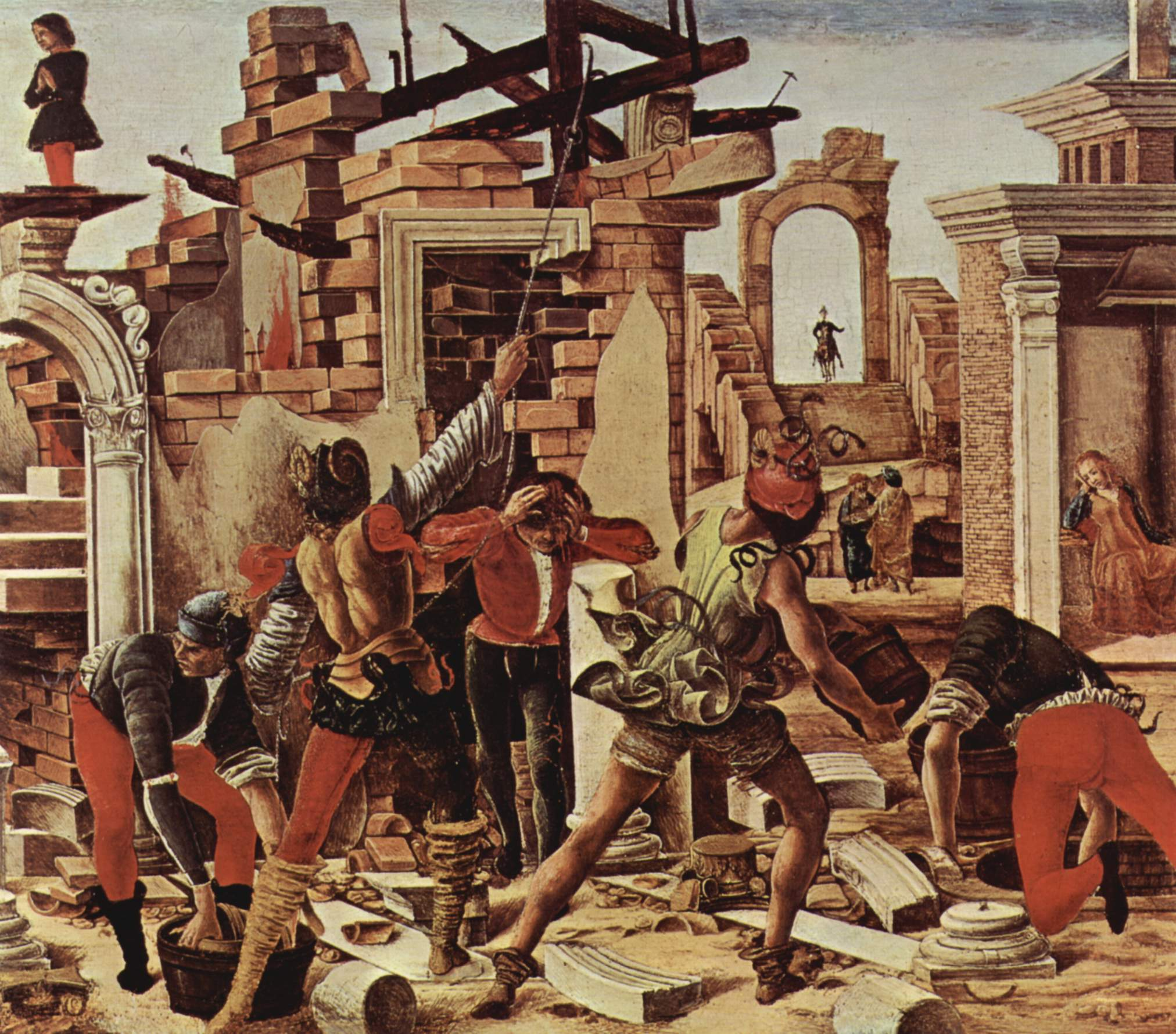
Storie di san Vincenzo Ferrer (dettaglio), predella del Polittico Griffoni, Pinacoteca Vaticana

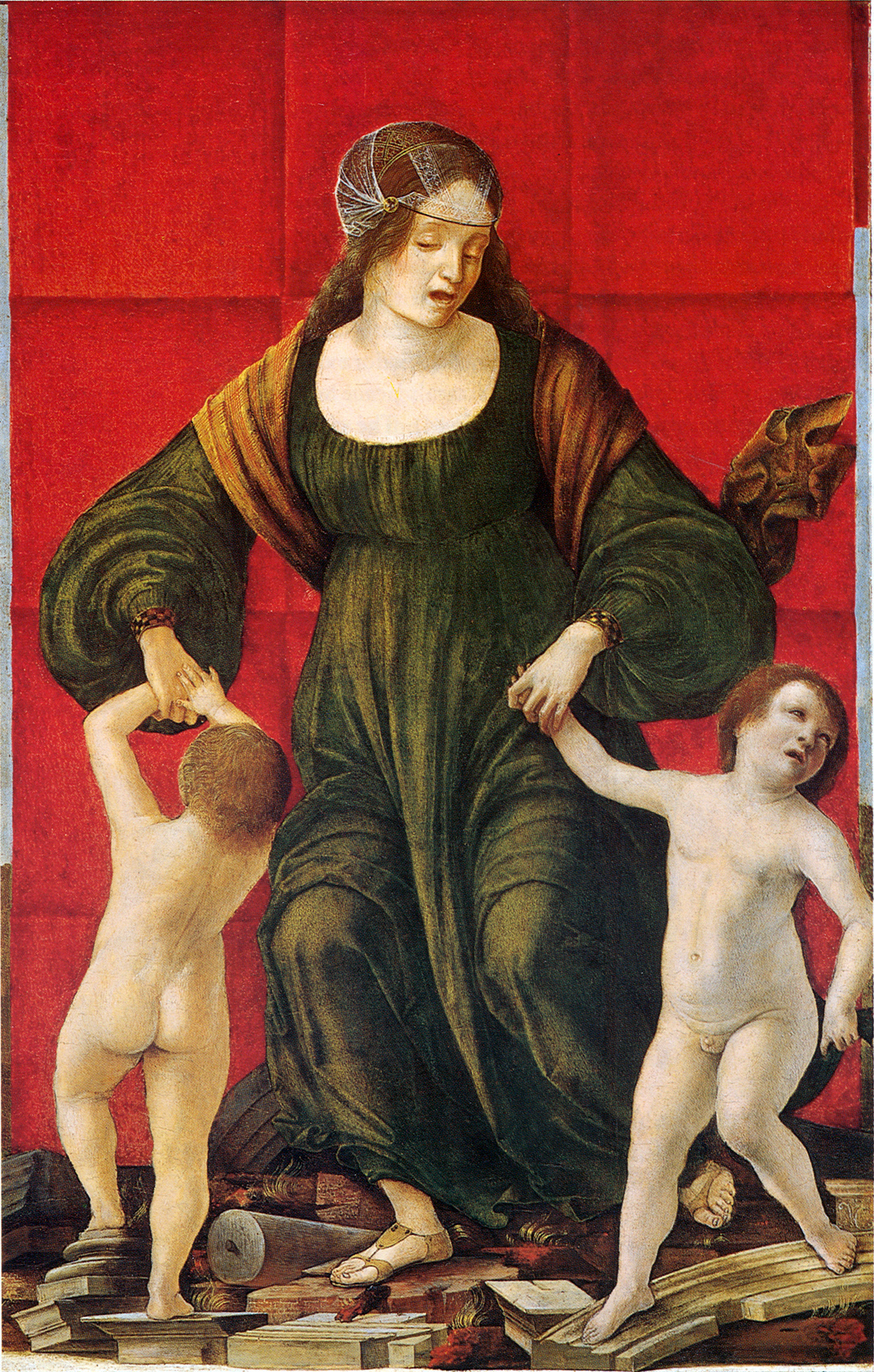
Moglie di Asdrubale coi figli

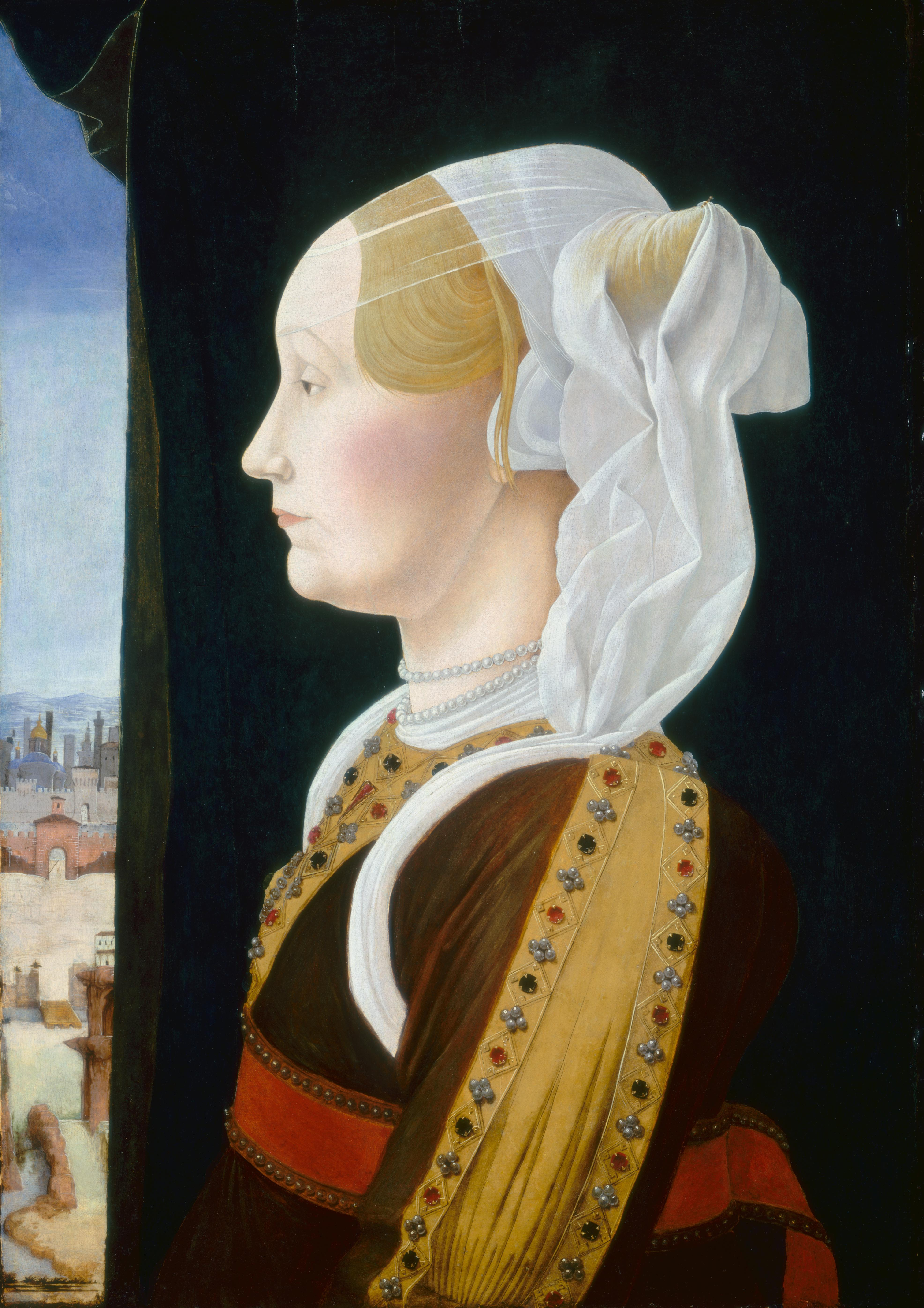
Ritratto di Ginevra Sforza

- Settembre, 1468-1470 circa, affresco, Salone dei Mesi, Palazzo Schifanoia, Ferrara
- San Girolamo nel deserto, 1470 circa, tempera su tavola, 13x8 cm, Los Angeles, Paul Getty Museum
- Polittico Griffoni, tondi, predella e pilastrini (il resto è opera di Francesco del Cossa), 1472-1473, tempera su tavola
  - Angelo annunciante, tempera su tavola, diametro 24 cm e Vergine annunciata, tempera su tavola, diametro 23,8 cm, Gazzada Schianno, Museo di Villa Cagnola[3]
  - San Michele Arcangelo, 26x11 cm, Museo del Louvre, Parigi
  - Sant'Apollonia, 26x11 cm, Museo del Louvre, Parigi
  - Sant'Antonio Abate, 26x11 cm, Museum Boymans-van Beuningen, Rotterdam
  - San Petronio, 26x13 cm, Pinacoteca nazionale, Ferrara
  - Santa Caterina d'Alessandria, 26,3x9,3 cm, Fondazione Giorgio Cini, Venezia
  - San Girolamo, 26,3x9,3 cm, Fondazione Giorgio Cini, Venezia
  - San Giorgio, 26,3x9,3 cm, Fondazione Giorgio Cini, Venezia
  - Storie di san Vincenzo Ferrer, 27,5x214 cm, Città del Vaticano, Pinacoteca Vaticana
- San Michele Arcangelo, 1470-1480, olio su tavola, 17,3x13,5 cm, Pinacoteca nazionale di Bologna
- Dittico Bentivoglio (Doppio ritratto di Giovanni II Bentivoglio e Ginevra Sforza), 1475 circa, tempera su tavola, 54x39 cm ciascuno, Washington, National Gallery
- San Giovanni Battista, 1478-1480, olio su tavola, 54x31 cm, Berlino, Staatliche Museen
- Pala di Santa Maria in Porto, 1479-1481, olio su tavola, 323x240 cm, Milano, Pinacoteca di Brera
- Argonauti che lasciano la Colchide, 1480 circa, tempera su tavola, 35x26,5 cm, Madrid, Museo Thyssen-Bornemisza
- Predella della pala di San Giovanni in Monte, 1482, olio su tavola
  - Orazione nell'orto e cattura di Cristo, 35x118 cm, Dresda, Gemäldegalerie
  - Pietà, 33x30 cm, Liverpool, Walker Art Gallery
  - Andata al Calvario, 35x118 cm, Dresda, Gemäldegalerie
- Ritratto di Giovanni II Bentivoglio, 1485 circa, tempera su tavola, 64x49,5 cm, Bologna, Museo di Palazzo Poggi
- Bruto e Porzia, 1486-1490 circa, tempera su tavola, 48,7x34,3 cm, Fort Worth, Kimbell Art Museum
- Maddalena piangente, 1487-1490 circa, affresco staccato, 24,5x28,5 cm, Pinacoteca nazionale di Bologna
- Moglie di Asdrubale coi figli, 1490-1493 circa, tempera su tavola, 47x30,6 cm, Washington, National Gallery of Art
- Lucrezia, 1490-1493 circa, tempera su tavola, 47x30 cm, Modena, Galleria Estense
- Madonna col Bambino, 1490 circa, olio su tavola, 35,8x36,6 cm, Chicago, Art Institute
- Israeliti che raccolgono la manna, 1490 circa, tempera su tela, 28,9x63,5 cm, Londra, National Gallery
- Madonna col Bambino tra due vasi di rose, 1490 circa, tempera su tavola, 46x34 cm, Ferrara, Pinacoteca nazionale
- Dittico di Londra, 1490 circa, tempera su tavola, Londra, National Gallery
  - Adorazione dei pastori, 17,8x13,5 cm
  - Cristo morto coi santi Francesco e Gerolamo, 18x30 cm
- Ultima cena, 1490 circa, tempera su tavola, 29,8x21 cm, Londra, National Gallery
- Buon augurio, 1490 circa, tempera su tavola, 43x63 cm, Sinaia (Romania), Castello di Peleș
- Malaugurio, 1490 circa, tempera su tavola, 43x63 cm, Sinaia (Romania), Castello di Peleș
- Deposizione, 1490 circa, olio su tavola, Roma, Palazzo Blumenstihl
- Concerto, 1490 circa, olio su tavola, 93x73 cm, Londra, National Gallery
- Madonna col Bambino, 1495 circa, tempera su tavola, 33x25 cm, Berlino, Staatliche Museen
- Madonna col Bambino, 1495 circa, olio su tavola, 37x37 cm, Torino, Galleria Sabauda
- Ritratto di Pietro Cenni, 1495 circa, olio su tavola, 42x32cm, Rotterdam, Museum Boijmans Van Beuningen

### Disegni
- San Giovanni Battista, penna e bistro, 24,5x15,5 cm, Vienna, Graphische Sammlung Albertina
- Strage degli innocenti, disegno, Parigi, Louvre
- Crocifissione, penna su carta, 30x37 cm, Berlino, Kupferstichkabinett
- Battaglia, matita, penna e pennello, 19x21 cm, Venezia, Museo Correr
- Donna con bambino, disegno, Firenze, Gabinetto dei disegni e delle stampe
- Figura maschile, disegno, Firenze, Gabinetto dei disegni e delle stampe